# Grammoptera militaris
Grammoptera militaris là một loài bọ cánh cứng trong họ Cerambycidae.